# 地域生活支援センター光
地域生活支援センター光（ちいきせいかつしえんセンターひかり）は、大阪府高槻市にある障害者施設。日本聖公会を母体とする社会福祉法人聖ヨハネ学園が2007年（平成19年）4月に開設した。府下の建築物として大阪・心ふれあうまちづくり賞で第15回大阪府建築士会長賞に選ばれている。